# Jorge Alcalde
Jorge Luis Felix Alcalde Millos (ur. 14 listopada 1916, zm. 25 czerwca 1990 w Limie) – piłkarz peruwiański noszący przydomek Campolo, napastnik. W reprezentacji grał także jego brat Teodoro Alcalde.
Urodzony w Callao Alcalde w piłkę zaczął grać w 1929 roku w klubie Sport Boys Callao, natomiast karierę piłkarską rozpoczął w 1933 roku. Jako gracz Sport Boys wziął udział w turnieju Copa América 1935, gdzie Peru zajęło trzecie miejsce. Alcalde zagrał tylko w jednym meczu – z Argentyną. W tym samym roku wraz ze swym klubem zdobył tytuł mistrza Peru oraz jako zdobywca 5 goli został królem strzelców pierwszej ligi peruwiańskiej.
Wziął także udział w fatalnym turnieju Copa América 1937, gdzie Peru zajęło ostatnie, szóste miejsce. Alcalde zagrał we wszystkich pięciu meczach – z Brazylią (zmienił na boisku Adelfo Magallanesa), Urugwajem, Argentyną, Chile (zdobył 2 bramki) i Paragwajem (został zmieniony przez Arturo Paredesa). W 1937 roku ponownie razem ze Sport Boys sięgnął po mistrzostwo Peru. Rok później zdobył w lidze 8 bramek i drugi raz w karierze został królem strzelców ligi.
W 1938 roku razem z reprezentacją Peru wygrał Igrzyska boliwaryjskie, sięgając także po koronę króla strzelców turnieju.
Wciąż jako piłkarz klubu Sport Boys wziął udział w turnieju Copa América 1939, gdzie Peru zdobyło mistrzostwo Ameryki Południowej. Alcalde zagrał we wszystkich czterech meczach - z Ekwadorem (zdobył 2 bramki), Chile (zdobył 1 bramkę), Paragwajem (zdobył 1 bramkę) i Urugwajem (zdobył 1 bramkę). Jako zdobywca 5 bramek razem z Urugwajczykiem Severino Varelą, został wicekrólem strzelców turnieju.
Po zwycięskim turnieju kontynentalnym przeniósł się do Argentyny, gdzie przez trzy lata grał w klubie River Plate. Razem z River Plate dwukrotnie zdobył mistrzostwo Argentyny – w 1941 i 1942. W 1943 roku został graczem CA Banfield, w którym grał do roku 1945. Następnie z drugoligowego już Banfield przeszedł do innego klubu drugoligowego – Talleres Remedios de Escalada. Po krótkim pobycie w Talleres przeprowadził się do sąsiedniego Urugwaju, gdzie w 1946 roku grał w klubie Liverpool Montevideo.
W 1947 roku wrócił do Peru i grał w klubie Municipal Lima. W następnym roku przeszedł do klubu Universitario Lima, z którym w 1949 roku zdobył swój trzeci tytuł mistrza Peru. W 1952 roku zakończył karierę w klubie Sport Boys.
W reprezentacji Peru w latach 1935–1939 rozegrał 15 meczów i zdobył 13 bramek.
Zmarł 25 czerwca 1990 roku w Limie. Słynął z finezji technicznej i eleganckiej gry.